# Макаричі (Вілейський район)
Макаричі (біл. вёска Макарычы) — село в складі Вілейського району Мінської області, Білорусь. Село підпорядковане Іжовській сільській раді, розташоване в північній частині області.